# Annihilation (roman de Jeff VanderMeer)
Pour les articles homonymes, voir Annihilation.
Annihilation (titre original : Annihilation) est un roman de science-fiction de Jeff VanderMeer publié pour la première fois en 2014 puis traduit et publié en français en 2016. Ce roman est le premier tome de la trilogie du Rempart Sud. 
Ce roman a remporté le prix Nebula du meilleur roman 2014 et le prix Shirley-Jackson 2014.

## Résumé
Le roman raconte l'histoire d'une équipe de quatre personnages (une biologiste, une anthropologue, une psychologue et une géomètre) dans une zone nommée « Zone X ». Cette zone est abandonnée et coupée du reste de la civilisation et ce groupe constitue la douzième expédition envoyée pour l'explorer. Les précédentes expéditions ont toutes été frappées par des disparitions, des suicides, des cancers agressifs et des traumatismes mentaux. L'histoire est racontée à travers le journal tenu par la biologiste. On y apprend que son mari faisait partie de la précédente expédition dans la même région. Ce dernier est revenu inopinément de l'expédition, se présentant dans la cuisine de sa femme sans se souvenir de la façon dont il y est arrivé. Le reste de son expédition se présente de la même manière. Quelques mois plus tard, il mourut du cancer avec les autres membres de la onzième expédition.
L'arrivée dans la Zone X se fait en passant à travers une frontière mal définie qui permet d'arriver dans une zone tropicale proche de la mer. Après la première nuit passée au camp de base situé près de la frontière, la douzième expédition découvre un ensemble d’escaliers en colimaçon descendant sous terre, une construction que la biologiste qualifie de tour. Quelques étages plus bas, le groupe découvre des inscriptions sur les murs. L'écriture semble consister en un matériau végétal poussant sur le mur. Pendant que la biologiste examine l'écriture, elle inhale accidentellement les spores de l'une des excroissances issues d'un mot. Après être revenue de la tour, la biologiste découvre que la psychologue, qui est la responsable désignée du groupe, parvient à modifier le comportement des autres membres grâce à certaines phrases dites à haute voix, ce qu'ont sans doute permis les nombreuses séances d'hypnose imposées au groupe pendant sa préparation avant l'expédition. Mais, de par cette observation, la biologiste comprend qu'elle n'est pas ou sûrement plus sensible à cette programmation. Elle pense que les spores qu'elle a inhalées l'ont immunisée contre les suggestions hypnotiques et l'influence de la psychologue. Au camp de base, lors du crépuscule, les quatre femmes entendent un bruit de gémissement venant de loin.
Le lendemain matin, l'anthropologue a disparu : la psychologue prétend qu'elle a décidé de partir et de retourner vers la frontière. Le groupe revient à la tour où la géomètre et la biologiste redescendent les escaliers pendant que la psychologue fait le guet. La géomètre et la biologiste tombent sur le corps sans vie de l'anthropologue. Elles pensent que cette dernière est entrée en contact avec l'auteur du texte sur les murs (que la narratrice nomme le « Rampeur »). Les deux femmes décident alors de remonter, mais elles ne retrouvent plus la psychologue une fois le sommet atteint.
La biologiste et la géomètre décident de rentrer au camp de base après une recherche infructueuse de la psychologue. Cette nuit-là, la biologiste voit une lumière provenant de la zone où se trouve un phare, dans le lointain. Le lendemain, elle part pour le phare pendant que la géomètre reste sur place. Au sommet du phare, elle trouve une énorme pile de journaux rédigés par les précédentes expéditions, indiquant qu'il y a eu davantage d'expéditions que ce que le Rempart Sud, l'agence à l'initiative de toutes les expéditions, avait annoncé. L'un des journaux est celui de son mari. Elle trouve également une photo d'un homme qu'elle pense être le gardien du phare depuis trente ans, lorsque la Zone X est apparue. Près du phare, elle trouve la psychologue gravement blessée. Cette dernière est effrayée par l'approche de la biologiste et crie à plusieurs reprises le mot « Annihilation ». Plus tard, la biologiste comprend que cette phrase est conçue pour l'inciter à se suicider par suggestion hypnotique. La psychologue révèle également qu'elle avait sauté du haut du phare pour tenter d'échapper à une entité inconnue. Avant de mourir, la psychologue confie à la biologiste que la frontière se développe lentement vers le nord. Elle dit aussi que la biologiste a maintenant commencé à briller, son corps émettant une faible lumière jaune.
Alors que la biologiste revient au camp de base, elle rencontre l'animal gémissant qu'elle entend tous les soirs dans les roseaux. Elle parvient à s'en échapper, mais elle est prise en embuscade par la géomètre. Elles échangent des coups de feu. La biologiste parvient à tuer la géomètre, mais elle est blessée lors de cet affrontement. Elle apprend qu'être blessée entrave le processus qui la fait briller de plus en plus, mais que dès qu'elle guérit cela recommence et modifie son corps.
En tant que seul membre survivant de leur expédition, la biologiste prend le temps d'analyser les matériaux qu'elle a trouvés sur le chemin du phare et se rend compte que certaines mousses et certains animaux morts possèdent des cellules humaines. Elle lit le journal de son mari sur son expédition, une équipe entièrement masculine et composée de huit explorateurs. L'équipe du mari de la biologiste a trouvé la tour le cinquième jour mais ne l'a pas explorée, se dirigeant d'abord vers le phare. Après avoir découvert l'immense pile de journaux, l'équipe d'explorateurs s'est séparée : deux membres ont choisi d'explorer la tour, quatre ont décidé de rester dans le phare et le mari de la biologiste et le géomètre de son équipe ont choisi d'explorer les terres au-delà du phare. Constatant que la Zone X semblait s'étendre indéfiniment, ils font demi-tour, pour constater que le psychologue de leur équipe avait été assassiné et avait ensuite été ressuscité, et que les autres hommes s'étaient retournés les uns contre les autres. Ils se rendent à la tour mais n'y trouvent pas les deux autres hommes. Ils voient un peu plus tard des doubles de tous les hommes (y compris d'eux-mêmes), à l'exception du psychologue, entré dans la tour. À ce stade, les deux hommes décident d'abandonner leur mission. Le géomètre tente de retourner à la frontière. Le mari de la biologiste décide de son côté de réparer un bateau et tente de revenir en arrière en suivant la côte.
Après avoir lu le journal de son mari, la biologiste décide de retourner dans la tour pour chercher le Rampeur. Elle descend l'escalier en colimaçon et finit par le trouver. Après une rencontre presque fatale, elle continue de descendre les escaliers jusqu'à ce qu'elle aperçoive une porte lumineuse. Incapable de continuer, elle revient sur ses pas et dépasse le Rampeur sans autre incident, mais elle regarde en arrière et aperçoit le visage sans âge du gardien de phare qui se trouve à l'intérieur du Rampeur. La biologiste indique alors dans son journal qu'elle ne compte pas rentrer chez elle. Au lieu de cela, elle décide de rester dans la Zone X et de trouver des preuves de la présence de son défunt mari, qui, selon elle, est resté quelque part dans la Zone X.

## Adaptation cinématographique
Alex Garland a écrit et réalisé une adaptation cinématographique du roman de Jeff VanderMeer. Annihilation est distribué en salles aux États-Unis, au Canada et en Chine par Paramount et diffusé par Netflix pour le reste du monde à partir du 12 mars 2018 en raison des critiques négatives des projections-test,.

## Éditions
- Annihilation, Farrar, Straus and Giroux, 4 février 2014, 195 p.  (ISBN 978-0-374-10409-2)
- Annihilation, Au diable vauvert, 11 mars 2016, trad. Gilles Goullet, 221 p.  (ISBN 979-10-307-0021-3)
- Annihilation, Le Livre de poche, no 34449, 20 septembre 2017, trad. Gilles Goullet, 233 p.  (ISBN 978-2-253-18378-5)